# ابراهیم شکورزاده
ابراهیم شکورزاده بلوری (۱۳۰۳-۱۳۸۱) محقق و نویسنده ایرانی بود. وی در سال ۱۳۰۳ در تربت حیدریه خراسان زاده شد. در دبیرستان شاهرضای مشهد تحصیل کرد. استاد زبان و ادبیات فرانسه دانشگاه فردوسی مشهد بود. علاوه بر زبان فارسی و گویش خراسانی، بر زبان فرانسه نیز تسلط داشت و کتاب‌ها و مقالاتی به آن زبان از او منتشر شده است. وی در روز سه‌شنبه ۲۴ اردیبهشت ۱۳۸۱ بر اثر سانحهٔ تصادف در مشهد درگذشت. 
او برای نگارش کتاب فرهنگ عقاید عامهٔ مردم خراسان در سال ۱۳۴۶ برندهٔ جایزه سلطنتی کتاب سال شد.

## تجلیل
به پاس خدمات ایشان، دانشگاه فردوسی مشهد کتاب یادگارنامه استاد دکتر ابراهیم شکورزاده بلوری را منتشر نموده است.